# Сухнат, Людмила Константиновна
Людмила Константиновна Сухнат (бел. Людміла Канстанцінаўна Сухнат; род. 22 июля 1938, Каплановка, Могилёвская область, Могилевская область, БССР, СССР) — советский и белорусский педагог, государственный и партийный деятель, Министр просвещения БССР (1985—1988), заслуженный учитель Республики Беларусь.

## Биография
Родилась 22 июля 1938 года в деревне Каплановка Кировского района Могилёвской области.
В 1960 году окончила Минский государственный педагогический институт им. А.М. Горького.
После окончания института работала учителем в средних школах,  инспектором, заместителем заведующего Минского городского отдела народного образования.
С 1970 по 1983 год работала в Первомайском районе города Минска заместителем председателя, председателем исполкома районного Совета народных депутатов, секретарём райкома КПБ.
В 1983—1984 годах была выбрана и работала секретарём Минского горкома Коммунистической партии Белоруссии.
В 1985 году назначена Министром просвещения Белоруской ССР, находилась в этой должности вплоть до 1988 года. С 1988 года (год реорганизации системы образовании республики) работала первым заместителем министра народного образования Республики Беларусь. В этот период с 1989 по 1994 год — Первый заместитель Министра народного образования БССР по вопросам профтехобразования.
25 апреля 1994 года освобождена от должности первого заместителя Министра образования Республики Беларусь в связи с выходом на пенсию.